# Tolibia de Arriba
Tolibia de Arriba es una localidad del municipio leonés de Valdelugueros, en la Comunidad Autónoma de Castilla y León. 
La iglesia está dedicada a La Asunción.

## Localidades limítrofes
Confina con las siguientes localidades:
- Al norte con Villaverde de la Cuerna.
- Al este con Rucayo.
- Al sureste con Arintero.
- Al sur con La Braña.
- Al suroeste con Tolibia de Abajo.
- Al oeste con Lugueros.

## Demografía
Evolución de la población
| Gráfica de evolución demográfica de Tolibia de Arriba entre 2000 y 2017 |
|                                                                         |
| Población de derecho (2000-2017) según el padrón municipal del INE      |

## Historia
Así se describe a Tolibia de Arriba en el tomo XV del Diccionario geográfico-estadístico-histórico de España y sus posesiones de Ultramar, obra impulsada por Pascual Madoz a mediados del siglo XIX:

Lugar en la provincia y diócesis de León, partido judicial de la Vecilla, audiencia territorial y capitanía general de Valladolid, ayuntamiento de Valdelugueros. Situado en terreno montuoso cerca del río Curueño; su clima es frío, pero sano. Tiene 30 casas; escuela de primeras letras; iglesia parroquial (la Asunción de Nuestra Señora) servida por un cura de ingreso y libre colación, y buenas aguas potables. Confina con Tolibia de Abajo, y Villaverde de Cuerna. El terreno es de mediana calidad y en parte de regadío. Además de los caminos locales cuenta el que dirige a Asturias por la venta de Vegarada. Producciones: granos, legumbres, lino y pastos; cría ganados y alguna caza y pesca. Industria: telares de lienzos del país. Población: 32 vecinos, 134 almas. Contribución: con el ayuntamiento.
Diccionario geográfico-estadístico-histórico de España y sus posesiones de Ultramar